# Olivier Le Gac
Olivier Le Gac (Brest, 27 augustus 1993) is een Frans wegwielrenner en voormalig baanwielrenner die anno 2022 rijdt voor Groupama-FDJ.

## Carrière
In 2013 liep hij al stage bij Groupama-FDJ.
In 2010 werd hij wereldkampioen op de weg bij de junioren door in een sprint heuvelop af te rekenen met Jay McCarthy en Jasper Stuyven.
Op 10 oktober 2014 maakte hij zijn debuut in de World Tour door in de eerste etappe van de Ronde van Peking naar een tiende plaats te sprinten.

## Baanwielrennen

### Palmares
| Jaar     | FK                                   | EK       | WK       | Overig   |
| Junioren | Junioren                             | Junioren | Junioren | Junioren |
| -------- | ------------------------------------ | -------- | -------- | -------- |
| 2010     | Ploegenachtervolging                 |          |          |          |
| 2011     | Achtervolging · Ploegenachtervolging |          |          |          |

## Wegwielrennen

### Overwinningen
2010
1e etappe GP Général Patton
Eindklassement GP Général Patton
 Wereldkampioen op de weg, Junioren
2011
2e etappe Trophée Centre Morbihan
2018
6e etappe Vierdaagse van Duinkerken

### Resultaten in voornaamste wedstrijden
| Jaar | Ronde van Italië | Ronde van Frankrijk | Ronde van Spanje |
| ---- | ---------------- | ------------------- | ---------------- |
| 2015 |                  |                     | 120e             |
| 2016 | 131e             |                     |                  |
| 2017 |                  | 158e                |                  |
| 2018 |                  | 127e                |                  |
| 2019 | 112e             |                     |                  |
| 2020 |                  |                     | 68e              |
| 2021 |                  |                     | 76e              |
| 2022 |                  | 88e                 |                  |
| 2023 |                  | 131e                |                  |
| 2024 | 133e             |                     |                  |
| 2025 |                  |                     |                  |

| Jaar | Milaan-San Remo | Gent-Wevelgem | Ronde van Vlaanderen | Parijs-Roubaix | Amstel Gold Race | Luik-Bast.‑Luik | Parijs-Tours | Waalse Pijl | Bretagne Classic |  | WK op de weg |  | Wereldranglijsten |
| ---- | --------------- | ------------- | -------------------- | -------------- | ---------------- | --------------- | ------------ | ----------- | ---------------- |  | ------------ |  | ----------------- |
| 2015 |                 |               |                      |                | opgave           | opgave          |              | opgave      |                  |  |              |  |                   |
| 2016 |                 | opgave        | 97e                  | opgave         |                  |                 |              |             | 126e             |  |              |  |                   |
| 2017 |                 | 106e          | 70e                  | 58e            |                  |                 | 14e          |             | 80e              |  | 122e         |  | 348e (UWT)        |
| 2018 | 138e            | 71e           | 78e                  | opgave         |                  |                 | 81e          |             | 7e               |  |              |  | 166e (UWT)        |
| 2019 | 148e            | 49e           | 64e                  | 65e            |                  |                 | 31e          |             |                  |  |              |  |                   |
| 2020 |                 |               |                      |                |                  |                 |              |             |                  |  |              |  |                   |
| 2021 |                 | 37e           | 65e                  | opgave         |                  |                 | 53e          |             |                  |  |              |  |                   |
| 2022 |                 | 42e           | 31e                  | 28e            | 33e              |                 | 47e          |             |                  |  |              |  |                   |
| 2023 |                 | 54e           | 60e                  | 57e            |                  |                 | 5e           |             |                  |  | opgave       |  |                   |
| 2024 |                 | opgave        | 80e                  |                |                  |                 | 101e         |             |                  |  |              |  |                   |
| 2025 |                 | 65e           | 102e                 |                |                  |                 |              |             |                  |  |              |  |                   |

## Ploegen
- 2013 –  FDJ.fr (stagiair vanaf 1-8)
- 2014 –  FDJ.fr (vanaf 1-8)
- 2015 –  FDJ
- 2016 –  FDJ
- 2017 –  FDJ
- 2018 –  Groupama-FDJ
- 2019 –  Groupama-FDJ
- 2020 –  Groupama-FDJ
- 2021 –  Groupama-FDJ
- 2022 –  Groupama-FDJ
- 2023 –  Groupama-FDJ
- 2024 –  Groupama-FDJ
- 2025 –  Groupama-FDJ

Bonnet ·
Boucher ·
Bouhanni ·
Casar ·
Courteille ·
Delage ·
Démare ·
Elissonde ·
Fédrigo ·
Fischer ·
Geniez ·
Geslin ·
Jeannesson ·
Ladagnous ·
Le Bon ·
Mangel ·
Mourey ·
Offredo ·
Pichon ·
Pineau ·
Pinot ·
Rollin ·
Roux ·
Roy ·
Soupe ·
Vaugrenard ·
Veikkanen ·
Vichot ·
Viennet ·
Guérin (stagiair) ·
Le Gac (stagiair) ·
Poitevin (stagiair) 
Bonnet · Boucher · Bouhanni · Chavanel · Courteille · Delage · Démare · Elissonde · Fédrigo · Fischer · Geniez · Geslin · Jeannesson · Ladagnous · Le Bon · Le Gac · Lecuisinier · Mangel · Mourey · Offredo · Pichon · Pineau · Pinot · Roux · Roy · Soupe · Vaugrenard · Veikkanen · Vichot · Viennet · Manzin (stagiair) · Martin (stagiair) · Sarreau (stagiair)
Bonnet · Boucher · Chavanel · Courteille · Delage · Démare · Elissonde · Fischer · Geniez · Geslin · Jeannesson · Ladagnous · Le Bon · Le Gac · Lecuisinier · Manzin · Morabito · Mourey · Offredo · Pichon · Pineau · Pinot · Reza · Roux · Roy · Sarreau · Vaugrenard · Veikkanen · Vichot · Doubey (stagiair) · Fournier (stagiair) · Gesbert (stagiair)
Bonnet · Chavanel · Courteille · Delage · Démare · Eiking · Elissonde · Fischer · Fournier · Geniez · Hoelgaard · Konovalovas · Ladagnous · Le Bon · Le Gac · Lecuisinier · Maison · Manzin · Morabito · Offredo · Pichon · Pineau · Pinot · Reichenbach · Reza · Roux · Roy · Sarreau · Vaugrenard · Vichot · Doubey (stagiair) · Gaudu (stagiair) · Vincent (stagiair)
Bonnet · Cimolai · Courteille · Delage · Démare · Eiking · Fournier · Gaudu · Guarnieri · Hoelgaard · Konovalovas · Ladagnous · Le Bon · Le Gac · Ludvigsson · Maison · Manzin · Molard · Morabito · Pineau · Pinot · Reichenbach · Reza · Roux · Roy · Sarreau · Vaugrenard · Vichot · Vincent · Armirail (stagiair) · Madouas (stagiair) · Seigle (stagiair)
Armirail · Bonnet · Cimolai · Delage · Démare · Duchesne · Gaudu · Guarnieri · Hoelgaard · Konovalovas · Ladagnous · Le Gac · Ludvigsson · Madouas · Molard · Morabito · Pinot · Preidler · Reichenbach · Roux · Roy · Sarreau · Seigle · Sinkeldam · Thomas · Vaugrenard · Vichot · Vincent
Armirail · Bonnet · Delage · Démare · Duchesne · Frankiny · Gaudu · Geniets · Guarnieri · Hoelgaard · Konovalovas · Küng · Ladagnous · Le Gac · Ludvigsson · Madouas · Molard · Morabito · Pinot · Preidler · Reichenbach · Roux · Sarreau · Scotson · Seigle · Sinkeldam · Thomas · Vaugrenard · Vincent · Brunel (stagiair) · Jerman (stagiair) · Louvel (stagiair)
Armirail · Bonnet · Brunel · Delage · Démare · Duchesne · Frankiny · Gaudu · Geniets · Guarnieri · Gugliemi · Konovalovas · Küng   · Ladagnous · Le Gac · Lienhard · Ludvigsson · Madouas · Molard · Pinot · Reichenbach · Roux · Sarreau · Scotson · Seigle · Sinkeldam · Thomas · Vincent · Davy (stagiair) · Stewart (stagiair)
Armirail · Badilatti · van den Berg · Bonnet · Brunel · Davy · Delage · Démare · Duchesne · Gaudu · Geniets · Guarnieri · Gugliemi · Konovalovas · Küng     · Ladagnous · Le Gac · Lienhard · Ludvigsson · Madouas · Molard · Pinot · Reichenbach · Roux · Scotson · Seigle · Sinkeldam · Stewart · Thomas · Valter
Armirail · Askey · Badilatti · Davy · Démare · Duchesne · Gaudu · Geniets · Guarnieri · Konovalovas · Küng   · Ladagnous · Le Gac · Lienhard · Ludvigsson · Madouas · Molard · Pacher · Penhoët (vanaf 1/8) · Pinot · Reichenbach · Roux · Scotson · Sinkeldam · Stewart · Storer · Valter · van den Berg · Welten
Armirail · Askey · Davy · Démare (tot 31/7) · Gaudu · Geniets · Germani · Grégoire · Konovalovas · Küng · Ladagnous · Le Gac · Lienhard · Madouas · Martinez · Molard · Pacher · Paleni · Penhoët · Pinot · Pithie · Scotson · Stewart · Storer · Thompson · van den Berg · Watson · Welten
Askey · Barthe · Bystrøm · Davy · Gaudu · Geniets · Germani · Grégoire · Gruel (vanaf 1/3) · Konovalovas · Küng · Le Gac · Le Huitouze · Lienhard · Madouas · Martinez · Molard · Pacher · Paleni · Penhoët · Pithie · Rochas · Russo · Sarreau · Thompson · van den Berg · Walls · Watson